# Kružno gibanje
Kružno ili rotacijsko gibanje jest okretanje ili vrtnja krutoga tijela oko osi. Svi dijelovi fizikalnog tijela u kružnom gibanju zajedničkom kutnom brzinom opisuju kružnice kojima je središte na osi vrtnje (rotacije), miruju jedino točke na osi kružnog gibanja. Kružno gibanje može biti jednoliko (jednoliko gibanje po kružnici), jednoliko ubrzano ili nepravilno. Pri jednolikom kružnom gibanju svaka točka u jedinici vremena prevali isti kut φ, derivacija kojega se naziva kutna brzina ω: 
{\displaystyle \omega ={\frac {\mathrm {d} \varphi }{\mathrm {d} t}}}
a pri jednoliko ubrzanom kružnom gibanju promjena kutne brzine u jedinici vremena jednaka je i naziva se kutno ubrzanje ili kutna akceleracija α:
{\displaystyle {\alpha }={\frac {d\omega }{dt}}}

## Veza između linearnih i kutnih veličina
Dok se točka giba po kružnici, njezin položaj prikladno je opisati radijvektorom {\displaystyle \scriptstyle {\vec {r}}(t)} kojemu je početak u središtu kružnice a kraj prati ("dira") točku. Na skici desno označen je samo iznos radijvektora {\displaystyle \scriptstyle r} jednak polumjeru kružnice.
Točka pritom prelazi put {\displaystyle \scriptstyle s}, ima brzinu {\displaystyle \scriptstyle {\vec {v}}} te ubrzanje {\displaystyle \scriptstyle {\vec {a}}}. Za te se veličine kod kružnog gibanja često koristi pridjev linearne ili obodne, da bi se naglasila razlika u odnosu na kutne veličine povezane s njima. Kutne veličine opisuju vrtnju polumjera (točnije, radij-vektora) koji "prati" gibanje točke. To su kut zakreta {\displaystyle \scriptstyle \varphi } radij-vektora, njegova kutna brzina {\displaystyle \scriptstyle {\vec {\omega }}} te njegovo kutno ubrzanje {\displaystyle \scriptstyle {\vec {\alpha }}}.
Prilikom vrtnje tijela oko nepomične osi, te kutne veličine opisuju gibanje tijela kao cjeline, dok linearne veličine opisuju kružno gibanje njegovih točaka.
U ovome poglavlju promatramo, radi jednostavnosti, samo iznose vektorskih veličina (koji su označeni istim slovom kao i vektori, samo bez strelica).

### Put i kut
Gornji dio skice upućuje na vezu između puta {\displaystyle \scriptstyle s} koji pređe točka na kružnici i kuta {\displaystyle \scriptstyle \varphi } za koji se u istom vremenskom intervalu zakrene polumjer {\displaystyle \scriptstyle r} (tj. za koji se zakrene radij-vektor):
{\displaystyle s=\varphi \cdot r} .
Ta veza proizlazi iz definicije kuta u SI jedinicama, to jest u radijanima: kut je jednak omjeru luka i polumjera, pa je luk (ovdje put {\displaystyle \scriptstyle s}) jednak umnošku kuta i polumjera.

### Brzina i kutna brzina
Iznos brzine {\displaystyle \scriptstyle v} definira se kao derivacija pređenog puta po vremenu, {\displaystyle \scriptstyle v=ds/dt} (kod jednolikog kruženja ta je derivacija jednaka omjeru puta i vremena). Iznos kutne brzine {\displaystyle \scriptstyle \omega } definira se kao derivacija kuta zakreta po vremenu, {\displaystyle \scriptstyle \omega =d\varphi /dt} (kod jednolikog kruženja ta je derivacija jednaka omjeru kuta i vremena). Ako se veza između puta i kuta (iz prethodnog odlomka) derivira po vremenu (kod jednolikog gibanja to je isto kao da se podijeli s vremenom), dobije se:
{\displaystyle v=\omega \cdot r} .

### Tangencijalno i kutno ubrzanje
U općem slučaju kružnog gibanja točka (materijalna čestica) može imati bilo kakvo ubrzanje koje leži u ravnini kružnice i nije usmjereno izvan kružnice. Kao i kod svakog gibanja po krivulji, to se ubrzanje može rastaviti na tangencijalnu komponentu {\displaystyle \scriptstyle a_{t}} i na normalnu komponentu {\displaystyle \scriptstyle a_{n}}. Skalarna tangencijalna komponenta ubrzanja {\displaystyle \scriptstyle a_{t}} opisuje kako se brzo mijenja iznos brzine, {\displaystyle \scriptstyle a_{t}=dv/dt}. Analogno tome, kutno ubrzanje {\displaystyle \scriptstyle \alpha }, kao skalar, opisuje kako se brzo mijenja iznos kutne brzine, {\displaystyle \scriptstyle \alpha =d\omega /dt}. Ako se veza između iznosa brzine i iznosa kutne brzine (iz prethodnog odlomka) derivira po vremenu (kod jednoliko ubrzanog kruženja podijeli s vremenom), dobije se:
{\displaystyle a_{t}=\alpha \cdot r} .

### Centripetalno ili radijalno ubrzanje
Kod kružnog gibanja, umjesto naziva normalno ubrzanje koristi se naziv centripetalno ubrzanje ili radijalno ubrzanje (zato što je usmjereno prema centru kružnice, odnosno u radijalnom smjeru) i često se označava kao {\displaystyle \scriptstyle a_{cp}}. Kako je pokazano u članku o ubrzanju (i u donjem poglavlju o vektorskim veličinama), ono iznosi:
{\displaystyle a_{cp}={v^{2} \over r}} .
Ovo ubrzanje nema analognu kutnu veličinu.

## Specijalni slučajevi

### Jednoliko gibanje po kružnici
Jednoliko gibanje po kružnici nema tangencijalnog ubrzanja, pa se iznos brzine ne mijenja. To je važan slučaj gibanja jer se često dešava. Pedagoški je osobito prikladno za izlaganje i razumijevanje centripetalnog ubrzanja, te za upoznavanje s opisom periodičkih pojava, a napose zbog veze s harmoničkim titranjem.

### Jednoliko ubrzano gibanje po kružnici
Jednoliko ubrzano gibanje po kružnici ima tangencijalno ubrzanje kojemu se iznos ne mijenja. Brzina i pređeni put opisuju se sličnim formulama kao i jednoliko ubrzano gibanje po pravcu.

## Vektorske veličine
Opis kružnog gibanja i vrtnje dramatično se pojednostavnjuje ako se koriste odgovarajuće vektorske veličine. Najjednostavnije polazište za primjenu i razumijevanje vektorskog prikaza kutnih veličina jest definiranje kutne brzine kao vektora (skica desno). Kod kružnog gibanja definira se vektor kutne brzine {\displaystyle \scriptstyle {\vec {\omega }}} tako da bude okomit na kružnicu, a ima iznos koji je u gornjem tekstu definiran kao "iznosu kutne brzine {\displaystyle \scriptstyle \omega }". Dodatno, smjer (orijentaciju) vektora {\displaystyle \scriptstyle {\vec {\omega }}} duž te okomice (što na skici desno znači "gore" ili "dolje") određuje tzv. pravilo desne ruke. U ovome slučaju, to pravilo znači: ako prste desne ruke savijemo u smjeru kruženja, onda palac desne ruke pokazuje smjer kutne brzine.
Zašto vektor kutne brzine treba biti okomit na ravninu kruženja? Zato što tako definira ravninu kruženja, kao njezina okomica (normala). U primjeru vrtnje tijela oko nepomične osi, kutna brzina je paralelna s tom osi. No, izbor smjera (orijentacije) duž te okomice (pomoću pravila desne ili lijeve ruke) bio je zapravo proizvoljan - no, sad je već nepovratno ugrađen u širi matematički formalizam koji se primjenjuje i daleko izvan područja kutnih veličina. Međutim, vektori koji su na taj način definirani imaju neka svojstva po kojima se razlikuju od drugih vektorskih veličina, te se nazivaju pseudovektorima.
Za matematički opis odnosa između kutnih i linearnih veličina kod kružnog gibanja koristi se operacija među vektorima pod nazivom vektorski umnožak vektora, koja se označava simbolom "{\displaystyle \scriptstyle \times }" između množitelja. (Vektorski umnožak podrazumijeva korištenje pravila desne ruke, zbog čega povezuje "prave" vektore sa pseudovektorima.)
U prethodnom tekstu izvedena relacija {\displaystyle \scriptstyle v=\omega r} između iznosa linearne i kutne brzine, te polumjera kružnice, postaje - nakon definiranja kutne brzine kao vektora - posve analogna relacija među odgovarajućim vektorskim veličinama, uz korištenje vektorskog umnoška:
{\displaystyle {\vec {v}}={\vec {\omega }}\times {\vec {r}}}.
Deriviranjem ove relacije po vremenu dobiva se:
{\displaystyle {\vec {a}}_{t}={\vec {\alpha }}\times {\vec {r}}},
gdje je {\displaystyle \scriptstyle {\vec {\alpha }}} vektor kutnog ubrzanja, definiran kao derivacija po vremenu vektora kutne brzine {\displaystyle \scriptstyle {\vec {\omega }}}.
Korisno je napomenuti da sam kut zakreta {\displaystyle \scriptstyle \varphi }, uostalom kao ni pređeni put {\displaystyle \scriptstyle s} (pomoću kojih se definiraju iznosi kutne i linearne brzine), nisu vektorske veličine (razlozi za to nisu analogni). Tek njihovi diferencijali ("beskonačno mali komadići") imaju svojstva vektora, u smjeru odgovarajućih brzina.
Za ilustraciju primjene vektorskih veličina i pravila vektorskog računa, navodi se izvod normalnog (centripetalnog) ubrzanja za kružno gibanje:

Deriviranjem vektora brzine, koji je prikazan kao vektorski umnožak kutne brzine i radij-vektora, dobivaju se dva člana. Prvi od njih je, očito, vektor tangencijalnog ubrzanja. Drugi član ima smjer prema središtu kružnice, pa mora biti vektor centripetalnog ubrzanja, a iznos mu je {\displaystyle \scriptstyle a_{cp}=\omega v=v^{2}/r} .